# Main Prem Ki Diwani Hoon
Pour plus de détails, voir Fiche technique et Distribution.
Main Prem Ki Diwani Hoon (Hindi : मैं प्रेम की दीवानी हूँ, ourdou : میں پریم کی دیوانی ہیں, en français : Je suis folle de Prem) est un film indien de Sooraj R. Barjatya sorti en 2003. C'est un remake de Chitchor (Basu Chatterjee, 1976). Les rôles principaux sont interprétés par Hrithik Roshan, Kareena Kapoor et Abhishek Bachchan et la musique est composée par Anu Malik sur des paroles de Dev Kohli.

## Synopsis
M. et Mme Kapoor souhaitent marier Sanjana, leur benjamine, et quand leur fille aînée leur annonce le retour dans leur petite ville d'un riche immigré aux États-Unis, Prem, ils voient en lui le parti idéal. Ils accueillent chaleureusement le jeune homme qui tombe immédiatement sous le charme de Sanjana qui, d'abord réticente, répond finalement à son amour. Tout semble aller pour le mieux quand les Kapoor apprennent que celui qu'ils ont accueilli, Prem Kishen, n'est que l'employé du riche immigré qu'ils attendaient, Prem Kumar. Rejeté par la famille Kapoor et par loyauté pour son patron, Prem Kishen se retire mais Sanjana ne se résout pas à perdre celui qu'elle aime.

## Fiche technique
- Titre : Main Prem Ki Diwani Hoon
- Titre original en hindi : मैं प्रेम की दीवानी हूँ
- Titre original en ourdou : میں پریم کی دیوانی ہیں
- Réalisateur : Sooraj R. Barjatya
- Scénario : Sooraj R. Barjatya et Subodh Ghosh
- Dialogues : Sooraj Barjatya
- Musique : Anu Malik
- Parolier : Dev Kohli
- Chorégraphie : Jay Borade
- Direction artistique : Bijon Das Gupta
- Photographie : Rajan Kinagi
- Montage : Mukhtar Ahmed
- Production : Ajit Kumar Barjatya, Kamal Kumar Barjatya	et Rajkumar Barjatya
- Langue : hindi
- Pays d'origine : Inde
- Date de sortie : 27 juin 2003
- Format : Couleurs - 2.35 : 1
- Genre : comédie romantique, film musical
- Durée : 170 minutes (2 heures 50)

## Distribution
- Hrithik Roshan : Prem Kishen Mathur
- Kareena Kapoor : Sanjana Kapoor
- Abhishek Bachchan : Prem Kumar
- Pankaj Kapur : Satyaprakash Kapoor, père de Sanjana
- Himani Shivpuri : Susheela Kapoor, mère de Sanjana
- Tanaz Currim : Roopa, sœur de Sanjana
- Kunal Vijaykar
- Upasna Singh
- Vrajesh Hirjee
- Raju Shrivastava
- Shobha Khote : Mère de Fernandes
- Farida Jalal : Mme Kapoor
- Ruby Bhatia : Participation exceptionnelle
- Jaaved Jaaferi : Participation exceptionnelle
- Reema Lagoo : mère de Prem Kumar
- Johny Lever : Johnny
- Perizaad Kolah

## Musique
La musique d'Anu Malik est efficace, très enlevée, elle correspond bien avec ces personnages jeunes et énergiques, en proposant des chansons qui donnent envie de danser comme 
- "Sanjana, I love you"
- "Chali Aayee" et d'autres plus romantiques comme
- "O Ajnabi"
- "Kasam ki kasam"
- "Aur Mohabbat hai".